# 诺亚·本迪克斯-巴尔格利
诺亚·本迪克斯-巴尔格利 （英語：Noah Bendix-Balgley，1984年7月15日—）是一位美国古典小提琴家。他目前是德国柏林爱乐乐团的首席小提琴手。2011年至2014年，他曾担任美国匹兹堡交响乐团（Pittsburgh Symphony Orchestra）的乐队首席。

## 职业生涯
1984年，诺亚·本迪克斯-巴尔格利出生于北卡罗来纳州阿什维尔。他四岁时开始学习小提琴，曾就读于加利福尼亚州伯克利市的克劳登学校 ，并担任旧金山交响乐团青年管弦乐团（San Francisco Symphony Youth Orchestra）的首席小提琴手。后来，本迪克斯-巴尔格利在位于布鲁明顿的印第安纳大学与毛里西奥·福克斯一起学习。他接下来在慕尼黑音乐戏剧学院学习，并且与教师安娜·丘马琴科（Ana Chumachenco）合作。他演奏的是曾经属于奈吉爾·甘迺迪的一把1732年生产的贝贡齐小提琴（Carlo Bergonzi (luthier)。
本迪克斯-巴尔格利在许多比赛中取得了奖项。2008年，他在巴黎隆-蒂博国际音乐大赛中获得三等奖和创意特别奖。2009年，他在布鲁塞尔获得伊丽莎白女王大赛的奖项。2011年，他在巴黎Vibrate国际音乐比赛中获得一等奖，并在意大利费尔莫举行的第14届“Andrea Postacchini”国际小提琴比赛中获得一等奖和最佳巴赫演奏奖。
本迪克斯-巴尔格利曾作为独奏家与世界各地的管弦乐队合作，包括匹兹堡交响乐团（Pittsburgh Symphony Orchestra）、法国广播爱乐乐团、比利时国家管弦乐团、米兰午后音乐乐团、意大利的Orchestra Filarmonica Marchigiana乐团、比利时瓦隆皇家室内乐团、宾厄姆顿爱乐乐团（Binghamton Philharmonic）和伊利爱乐乐团。2011年到2014年，他是匹兹堡交响乐团的乐队首席，并于2014年加入柏林爱乐乐团担任首席小提琴手。
作为一名室内乐演奏家，本迪克斯-巴尔格利于2008年至2011年在慕尼黑担任Athlos弦乐四重奏的首位小提琴手，并在整个欧洲演出。这次四重奏的表演在2009年柏林费利克斯·门德尔松-巴尔托尔迪比赛（ Felix Mendelssohn-Bartholdy Competition）中获得特别奖。2011年，他演奏的米罗弦乐四重奏在北美巡演。他曾与Gidon Kremer、Yuri Bashmet、Gary Hoffman、Emanuel Ax、Lars Vogt和打击乐手Colin Currie等艺术家合作演出，并在欧洲和北美的许多音乐节上演出，包括Verbier音乐节、Sarasota音乐节、ChamberFest Cleveland音乐节、内华达室内乐音乐节。他还喜欢在业余时间演奏克莱兹默音乐，并与匹兹堡交响乐团和Brave Old World等团体合作。他在世界各地教过克莱兹默小提琴。
2013年，本迪克斯-巴尔格利加入卡内基梅隆音乐学院，担任艺术家讲师，指导学生弦乐四重奏。